# نادي الإسحاقي
نادي الإسحاقي الرياضي هو نادي كرة قدم عراقي تأسس عام 1995 في محافظة صلاح الدين. يلعب النادي في الدوري العراقي الدرجة الثانية.

## المشاركات
- الدوري العراقي الدرجة الأولى 2004-2005
- الدوري العراقي الدرجة الأولى 2013-2014 [2]